# Prediccions dels Testimonis de Jehovà

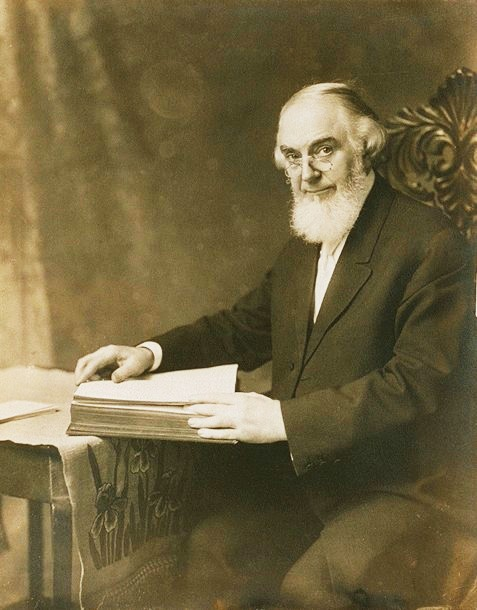
Charles Taze Russell

Les Prediccions dels Testimonis de Jehovà són el recull de prediccions o profecies fetes per alguns líders dels Testimonis de Jehovà, en què donen una data específica per la fi del món o altres esdeveniments. Aquestes prediccions no s'han mai complert de forma satisfactòria per la qual cosa han estat molt criticats pels seus opositors i detractors.

## Cronologia escatològica de Charles Taze Russell

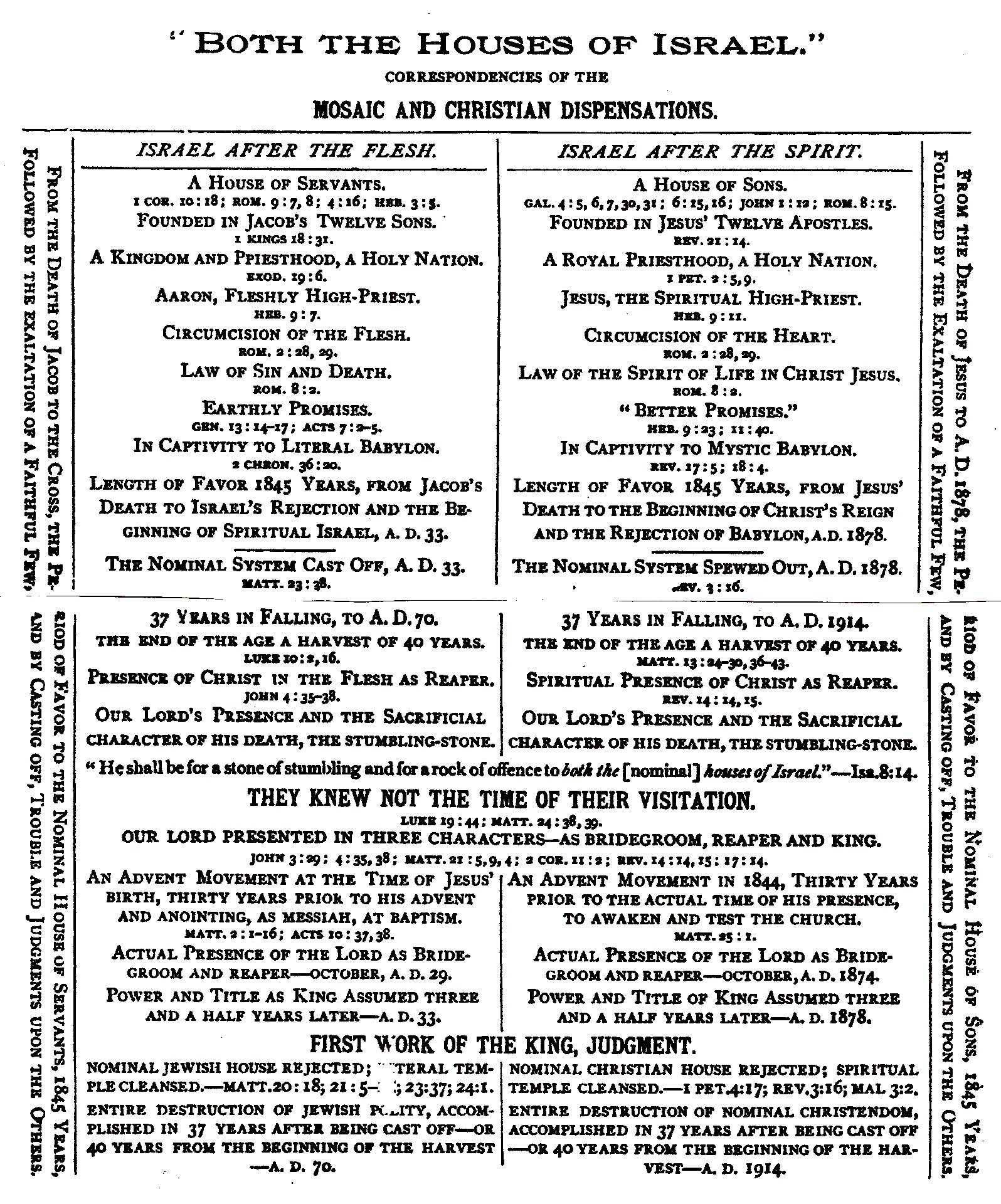
Cronologia bíblica segons Russell

El fundador dels Testimonis de Jehovà, Charles Taze Russell, l'any 1876, i després del seu contacte amb el pastor adventista Nelson H. Barbour, defensava la següent cronologia escatològica:
- 1799 Inici dels últims dies, marcats per la derrota del Papa a mans de Napoleó Bonaparte.[1]
- 1873 Fi dels 6000 anys de la creació d'Adam.
- 1874 Presencia invisible de Jesucrist (parusia),[2]
- 1914 La fi del sistema actual o Gran Tribulació.

Charles T. Russell, seguint la cronologia bíblica, afirmava que els 6000 anys des de la creació d'Adam es completaren per la tardor de l'any 1873 i que la presència de Jesucrist havia començat l'any 1874 segons esmenta en el seu llibre Estudis de les Escriptures:
"Nostra Senyor, el Rei designat, està present ara, des de l'octubre de 1874.". Entenent la presència, com una presència invisible.
Posteriorment a l'any 1935, els Testimonis de Jehovà van revisar tota la seva cronologia i descartaren aquesta data, traslladant la Presencia invisible de Jesucrist l'any 1914.)

## Fi dels temps dels gentils per l'any 1914

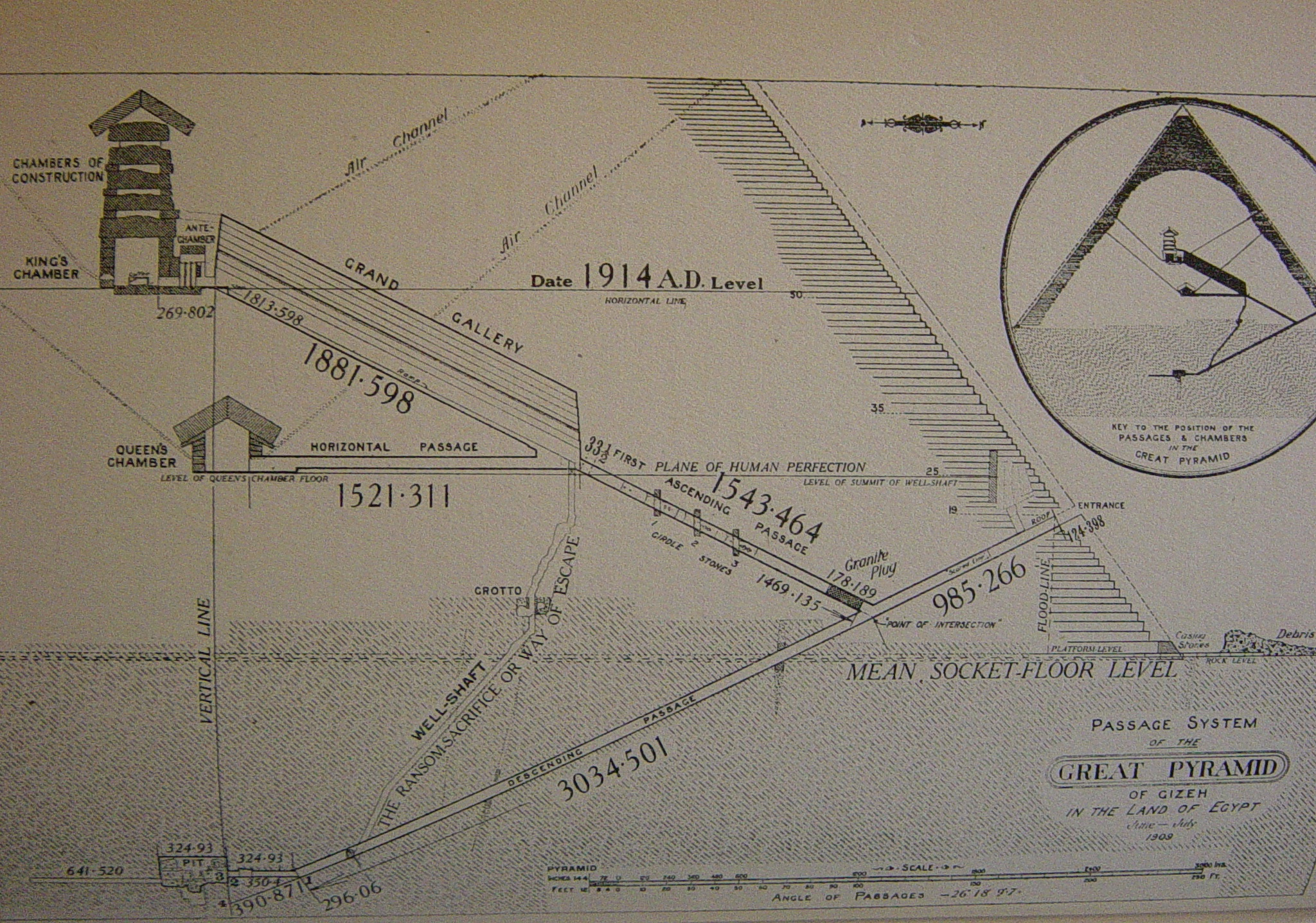
Prediccions de Russell basant-se amb la gran piràmide de Kheops.

En el 1876, Russell acceptà la idea de Barbour i altres de què l'any 1914 acabaria el període que Jesús anomenà "els temps dels gentils". Va deduir que la Profecia dels Set Temps del Llibre de Daniel es compliria en aquest any i Jesucrist assumiria el control dels afers a la Terra eliminant tots els governs, i inaugurant el període de mil anys esmentat al llibre d'Apocalipsi.
Influenciat per les teories de John Taylor i Charles Piazzi Smyth Russell afirmà que les mesures de la gran Piràmide de Keops corroboraven la cronologia bíblica de què l'any 1914 esdevindria la gran tribulació i la fi del món actual.
En aquest mateix any de 1914, Russell i el seu grup va distribuir en els Estats Units i el Canadà més de deu milions d'exemplars del tractat, The Bible Students Monthly, amb l'article de primera plana titulat Fi del món pel 1914,.
Passà l'any 1914 i la fi del món no arribà. El mateix Russell va reconèixer "l'error" poc avanç de la seva mort, en el pròleg d'una nova edició del llibre El temps s'apropa.
Actualment els Testimonis de Jehovà, creuen que Jesucrist començà a governar de forma invisible l'any 1914, i que la fi del món actual queda pel futur.

## La fi de la "cristiandat" per l'any 1918
Durant la presidència de Joseph Rutherford la societat publicar el juliol de 1917 el llibre "The Finished Mystery" ("Estudis de les Escriptures, volum VII"). Basant-se en textos de l'Apocalipsi i del Llibre d'Ezequiel, aquest va profetitzar que l'any 1918 s'esdevindria la destrucció de les esglésies de la cristiandat i de tots els seus membres.

## Jubileu de la humanitat per l'any 1925
Joseph Rutherford l'any 1918 va publicar Milions que ara viuen no moriran mai, aquest llibre afirmava que en el 1925, es compliria el gran jubileu de la humanitat i l'inici del compliment de diverses profecies bíbliques sobre el regnat mil·lenari de Jesucrist. Això implicava la resurrecció dels servents fidels del passat i també va suposar que els cristians ungits no tindrien més treball per fer a la Terra i ascendirien al cel.

### La casaBeth Sarim
L'any 1918 Joseph Rutherford va fer una proclama mundial a on va dir: "...podem confiadament esperar que 1925 marcarà el retorn d'Abraham, Isaac, Jacob i els fidels profetes de l'antiguitat, particularment els esmentats per l'Apòstol a Hebreus 11, en una condició de perfecció humana".
Malgrat no es va complir el seu designi l'any 1929 Joseph Rutherford va fer construir a Califòrnia la casa anomenada Beth Sarim, nom que vol dir Casa dels prínceps o els profetes i patriarques de l'Antic Testament com Noè, Abraham o Elies, que ressuscitarien poc avanç de l'arribada de l'Harmagedon, per ajudar en el regne mil·lenari de Jesucrist sobre la Terra. Rutherford ocupà Beth Sarim fins a la seva mort l'any 1942, finalment el seu successor va vendre la casa l'any 1948 i la societat abandonar la teoria dels prínceps.

## En el 1975 acabarien els 6.000 anys d'història humana
L'any 1966, l'organització modificar la cronologia de Russell, i en lloc de concloure els 6,000 anys d'història humana l'any 1874, afirmar que acabarien l'any 1975.
Això es publicà en el llibre escrit per Frederick William Franz, titulat Vida eterna en llibertat dels fills de Déu. En el primer capítol, defensava la creença dels sis "dies" de mil anys cada un, durant els quals la humanitat experimentaria imperfecció, seguits per un setè "dia" de mil anys en el que la perfecció seria restaurada en un gran Jubileu de l'alliberació de l'esclavitud el pecat, la malaltia i la mort. El llibre diu en les pàgines 28,29:
"En aquest segle xx s'ha efectuat un estudi independent que no segueix cegament els càlculs cronològics tradicionals de la cristiandat, i el recompte de temps publicat com a resultat d'aquest estudi independent, dona com la data de la creació de l'home l'any 4026 a. de la E. C.. Segons aquesta cronologia bíblica fidedigna, els sis mil anys des de la creació de l'home acabarien l'any 1975, i el setè període de mil anys de la història humana començarà a la tardor de 1975 E. C."
Tots els Testimonis de Jehovà esperaven la fi del món actual per aquesta data, i l'inici del regne de mil anys de Jesucrist que portaria la destrucció de la religió falsa i l'establiment d'un nou ordre mundial.

## Generació de 1914
Des de l'any 1976 la societat defensa la idea de l'anomenada "generació de 1914". Basant-se en les paraules de Jesucrist on va dir: "Us asseguro que no passarà aquesta generació sense que tot això hagi succeït. El cel i la terra passaran, però les meves paraules no passaran." de Mateu 24:34.
En la seva literatura, la Watch Tower identifica la generació esmentada per Jesús, com la generació que va viure els esdeveniments de 1914, la Primera Guerra Mundial i tots els desastres posteriors, i l'anomena "generació de 1914". dels Testimonis de Jehovà. Al principi és pensava que alguns d'aquesta generació estarien vius quan arribés la fí i se implantés a la terra el Regne de Déu després de Harmagedon. Però actualment es creu que aquesta generació inclou als que han rebut la crida espiritual, i que per tan són ungits, durant la vida dels que van viure els esdeveniments de 1914. Tots plegats són la "generació" bíblica profètica que, segons ells, aplica a la nostra època. Els membres ungits d'aquesta generació que queden vius són grans, cosa que indicaria que la fí es a prop.

## Taula Resum
Taula resum dels diferents canvis haguts amb el pas dels anys.
| Història de la doctrina escatològica dels Testimonis de Jehovà |                        |                 |                     |                                 |                            |                                         |
|                                                                | Inici dels últims dies | Retorn de Crist | Crist proclamat Rei | Resurrecció dels membres antics | Judici de la false religió | Gran tribulació                         |
| 1879-1920                                                      | 1799                   | 1874            | 1878                | 1878                            | 1878                       | 1914, 1915, 1918, 1920                  |
| 1920-1925                                                      | 1799                   | 1874            | 1878                | 1878                            | 1878                       | 1925                                    |
| 1925-1927                                                      | 1799                   | 1874            | 1914                | 1878                            | 1878                       | dins la generació de 1914               |
| 1927-1930                                                      | 1799                   | 1874            | 1914                | 1918                            | 1878                       | dins la generació de 1914               |
| 1930-1933                                                      | 1799                   | 1874            | 1914                | 1918                            | 1919                       | dins la generació de 1914               |
| 1933-1966                                                      | 1914                   | 1914            | 1914                | 1918                            | 1919                       | dins la generació de 1914               |
| 1966-1975                                                      | 1914                   | 1914            | 1914                | 1918                            | 1919                       | 1975?                                   |
| 1975-1995                                                      | 1914                   | 1914            | 1914                | 1918                            | 1919                       | dins la generació de 1914               |
| 1995-2025                                                      | 1914                   | 1914            | 1914                | 1918                            | 1919                       | generació de 1914 eixamplada i en actiu |